# Capraiuscola ebneri
Capraiuscola ebneri är en insektsart som först beskrevs av Galvagni 1953.  Capraiuscola ebneri ingår i släktet Capraiuscola och familjen gräshoppor.

## Underarter
Arten delas in i följande underarter:
- C. e. ebneri
- C. e. carpathica